# 陈慈黉故居
陈慈黉故居，位于广东省汕头市澄海区隆都镇前美村，始建于清宣统二年（1910年），是泰国华侨实业家、金融家陈慈黉及其家族兴建的大规模民居建筑群体，占地面积2.54万平方米，有“岭南第一侨宅”的美誉。现在是广东省文物保护单位。

## 历史
陈黉利家族是由陈慈黉父亲陈焕荣开创的一个华侨豪商巨贾家族，因陈慈黉在泰国曼谷创办的黉利行而得名。同治四年（1865年）陈焕荣发迹回乡后，陈黉利家族三代人相继在故乡前美旧村和新村建造宅第10余座。现在通常从1910年开始在新村建造的最后四座宅第院落（善居堂、郎中第、寿康里和三庐书斋）被合称为陈慈黉故居。在这四座宅第中，寿康里是陈慈黉长子陈立勋的宅第，1922年开始建造，1930年建成；郎中第是陈慈黉次子陈立梅的宅第，1910年开始建造，1920年建成；善居堂为陈慈黉幼子陈立桐的宅第，是陈慈黉故居最大型、最宏伟、最具特色的宅第，始建于1922年，直至1939年汕头沦陷时仍未完工。
1949年以后，陈慈黉故居一度被人民政府没收，在文化大革命时期曾被造反派用作关押潮汕地区党政官员的要地，20年代末建筑里面的居民全部迁出并进行修复工作，于1999年正式对外开放。2002年陈慈黉故居登录第四批广东省文物保护单位，同年被评选为汕头新八景之一（黉院惠风），2006年入选由广东省旅游局评选出的广东最美的乡村榜单。

## 建筑特色
陈慈黉故居占地面积2.54万平方米，建筑面积1.68万平方米，包括善居堂、郎中第、寿康里、三庐书斋四大宅第院落，共有厅室506间，建筑风格十分独特，揉合中国与西方的建筑特色。其中前三座宅第以潮汕民居典型风格——驷马拖车为主体，建筑的基本结构、屋内的木雕及石雕多数均采用传统中国形式。宅第居中的为中国式的“硬山顶”平房，外围房屋则是两层洋楼，由此形成一个内低外高、类似城寨的方形大庭院。建筑糅合了西洋建筑特点和材质，阳台、通廊天桥部分均采用西方建筑形式，并且以大理石为建材。在宅第的装饰方面，中西结合的痕迹更加明显。建筑的门面采用了颜色跳跃的浅色磁砖和玻璃来装饰，门窗既有中国式的方形，也有西洋式的圆形和拱形。门廊和窗套既有潮汕嵌瓷，也有西方的石膏泥塑，其花纹既有中国传统的书卷花鸟图案，又有抽象的几何纹路。其中最精致、最具代表性的是占地达6861平方米、共有大小厅室202间、至今尚未完工的善居堂。
故居中雕刻有大量书法石刻，其中有近现代中国著名书法家华世奎、吴道镕以及中国历史上最后一次科举榜眼朱汝珍等人的墨迹石刻匾额或楹联。此外，建筑的通廊、梁架斗拱、厅堂檐下等地方都配有名师名匠塑造的精美潮州金漆木雕、石雕。